# Alfredo Cabrera Casas
Alfredo Cabrera Casas (Durazno, 2 de junio de 1965) es abogado (por la Facultad de Derecho de la Universidad de la República) y LLM (por la Universidad de Montevideo). Desde el 18 de octubre de 2021 es el presidente del Banco de Previsión Social de Uruguay.

## Biografía
Como Presidente del Banco de Previsión Social, es integrante de la Junta Nacional de Salud (JUNASA), integrante del Fondo Nacional de Recursos y miembro de la Mesa Directiva de la Asociación Internacional de la Seguridad Social (AISS).
Fue representante nacional (s) por el departamento de Montevideo de 2004 a 2009. Entre 1993 y 1995 fue inspector general del Trabajo y la Seguridad Social y subinspector general del Trabajo y la Seguridad Social del Ministerio de Trabajo y Seguridad Social. En el mismo período fue, también, coordinador nacional de la Comisión 5 del subgrupo 11 (Relaciones Laborales) del MERCOSUR.
Participó en junio de 1994 como Delegado gubernamental ante la OIT en la 81° Conferencia Anual. Entre 1993 y 1994 fue Consultor del BIRF (Banco Interamericano de Reconstrucción y Fomento) en temas de evasión fiscal. Fue Asesor Letrado del Ministerio de Trabajo y Seguridad Social entre 1990 y 1995.
En su actividad a nivel público ha tenido activa participación en la redacción de normas laborales, actualmente vigentes, relacionadas con las condiciones generales de trabajo (beneficios laborales, contratos individuales de trabajo, tercerizaciones laborales, prescripción, empleo, entre otros) y con las condiciones de seguridad e higiene en el trabajo y la seguridad social. Experiencia y actividad gremial

## Experiencia y actividad gremial
Alfredo Cabrera integró el Directorio del Colegio de Abogados del Uruguay en 2 períodos y, en la actualidad, es miembro suplente. Formó parte del Consejo Directivo de la Facultad de Derecho por el orden Egresados e integró la Secretaría del Centro de Estudiantes de Derecho. Actualmente integra el claustro de la Facultad de Derecho de la Universidad de la República

## Experiencia y actividad académica
Cabrera fue aspirante a Profesor Adscripto de Derecho Financiero de la Facultad de Derecho de la Universidad de la República entre los años 2001 y 2008. Fue integrante del Grupo de Estudio de Contribuciones Especiales de Seguridad Social (Universidad de Montevideo). Y miembro del Instituto Uruguayo de Estudios Tributarios.

## Seminarios, conferencias y publicaciones
Alfredo Cabrera ha realizado publicaciones en revistas especializadas y participado en Congresos y Conferencias de su especialidad, como expositor y asistente.